# Ronda 1 de 2010 da Superleague Fórmula
A Ronda 1 de 2010 da Superleague Fórmula foi a primeira ronda da Superleague Fórmula em 2010, e realizada no fim-de-semana de 3 e 4 de Abril de 2010 no circuito de Silverstone, Northamptonshire, Reino Unido. Foi a primeira ronda deste campeonato realizada no circuito de Silverstone.
SFoi também a primeira ronda da Superleague Fórmula no Reino Unido que não se realiza em Donington Park, circuito que acolheu a primeira corrida de sempre da Superleague Fórmula (ronda 1 de 2008). O circuito de Donington acolheu também a ronda 3 de 2009. Brands Hatch também acolherá uma ronda da Superleague Fórmula em 2010.
As equipas britânicas na competição confirmaram cedo a sua participação, e entre estes encontram-se os campeões em título, o Liverpool F.C., e os vice-campeões, o Tottenham Hotspur F.C..
Entre as corridas de apoio, incluiu-se o campeonato Dutch Supercar Challenge.

## Resultados

### Qualificação[7][8]
- Em cada grupo, os 4 primeiros qualificam-se para os quartos-de-final.

#### Grupo A
| Pos. | Clube                  | Equipa de Automobilismo    | Piloto              | Tempo    |
| ---- | ---------------------- | -------------------------- | ------------------- | -------- |
| 1    | F.C. Porto             | Reid Motorsport/Atech Reid | Álvaro Parente      | 1:34.520 |
| 2    | Tottenham Hotspur F.C. | Alan Docking Racing        | Craig Dolby         | 1:34.885 |
| 3    | Liverpool F.C.         | Atech Reid                 | James Walker        | 1:34.919 |
| 4    | FC Basel               | GU-Racing International    | Max Wissel          | 1:35.309 |
| 5    | Olympiacos CFP         | GU-Racing International    | Chris van der Drift | 1:35.491 |
| 6    | PSV Eindhoven          | Racing for Holland         | Narain Karthikeyan  | 1:35.584 |
| 7    | Atlético de Madrid     | Alpha Team                 | John Martin         | 1:35.632 |
| 8    | A.S. Roma              | DeVillota.com Motorsport   | Julien Jousse       | 1:35.654 |
| 9    | SC Corinthians         | Azerti Motorsport          | Robert Doornbos     | 1:36.034 |

#### Grupo B
| Pos. | Clube              | Equipa de Automobilismo  | Piloto             | Tempo    |
| ---- | ------------------ | ------------------------ | ------------------ | -------- |
| 1    | Olympique Lyonnais | LRS Fórmula              | Sébastien Bourdais | 1:34.432 |
| 2    | Sevilla FC         | DeVillota.com Motorsport | Marcos Martínez    | 1:34.666 |
| 3    | CR Flamengo        | Alpha Team               | Duncan Tappy       | 1:35.020 |
| 4    | A.C. Milan         | Atech Reid               | Yelmer Buurman     | 1:35.203 |
| 5    | Galatasaray S.K.   | Barazi-Epsilon           | Tristan Gommendy   | 1:35.543 |
| 6    | Sporting CP        | Atech Reid               | Borja García       | 1:35.576 |
| 7    | GD Bordeaux        | Barazi-Epsilon           | Franck Montagny    | 1:35.600 |
| 8    | R.S.C. Anderlecht  | Azerti Motorsport        | Davide Rigon       | 1:36.126 |

#### Eliminatórias
|  | Quartos-de-Final | Quartos-de-Final                                       | Quartos-de-Final |                                             |          | Semi-Finais                                            | Semi-Finais | Semi-Finais |  |  | Pole Shoot Out | Pole Shoot Out | Pole Shoot Out |  |
|  |                  |                                                        |                  |                                             |          |                                                        |             |             |  |  |                |                |                |  |
|  | A1               | F.C. Porto Atech Reid Álvaro Parente                   | 1:47.052         |                                             |          |                                                        |             |             |  |  |                |                |                |  |
|  | A1               | F.C. Porto Atech Reid Álvaro Parente                   | 1:47.052         |                                             |          |                                                        |             |             |  |  |                |                |                |  |
|  | B4               | A.C. Milan Atech Reid Yelmer Buurman                   | 1:48.094         |                                             |          |                                                        |             |             |  |  |                |                |                |  |
|  | B4               | A.C. Milan Atech Reid Yelmer Buurman                   | 1:48.094         |                                             | A1       | F.C. Porto Reid Motorsport Álvaro Parente              | 1:44.691    |             |  |  |                |                |                |  |
|  |                  |                                                        |                  |                                             | A1       | F.C. Porto Reid Motorsport Álvaro Parente              | 1:44.691    |             |  |  |                |                |                |  |
|  |                  |                                                        | A3               | Liverpool F.C. Atech Reid James Walker      | 1:45.519 |                                                        |             |             |  |  |                |                |                |  |
|  | A3               | Liverpool F.C. Atech Reid James Walker                 | A3               | Liverpool F.C. Atech Reid James Walker      | 1:45.519 | 1:49.517                                               |             |             |  |  |                |                |                |  |
|  | A3               | Liverpool F.C. Atech Reid James Walker                 |                  |                                             |          |                                                        |             |             |  |  |                |                |                |  |
|  | B2               | Sevilla FC EmiliodeVillota Motorsport Marcos Martínez  | 1:50.412         |                                             |          |                                                        |             |             |  |  |                |                |                |  |
|  | B2               | Sevilla FC EmiliodeVillota Motorsport Marcos Martínez  | 1:50.412         |                                             | A1       | F.C. Porto Reid Motorsport Álvaro Parente              | 1:43.701    |             |  |  |                |                |                |  |
|  |                  |                                                        |                  |                                             |          |                                                        |             |             |  |  |                |                |                |  |
|  |                  |                                                        | A4               | FC Basel GU-Racing International Max Wissel | 1:43.282 |                                                        |             |             |  |  |                |                |                |  |
|  | A2               | Tottenham Hotspur F.C. Alan Docking Racing Craig Dolby | A4               | FC Basel GU-Racing International Max Wissel | 1:43.282 | 1:46.499                                               |             |             |  |  |                |                |                |  |
|  | A2               | Tottenham Hotspur F.C. Alan Docking Racing Craig Dolby |                  |                                             |          |                                                        |             |             |  |  |                |                |                |  |
|  | B3               | CR Flamengo Alpha Team Duncan Tappy                    | 1:48.499         |                                             |          |                                                        |             |             |  |  |                |                |                |  |
|  | B3               | CR Flamengo Alpha Team Duncan Tappy                    | 1:48.499         |                                             | A2       | Tottenham Hotspur F.C. Alan Docking Racing Craig Dolby | 1:45.590    |             |  |  |                |                |                |  |
|  |                  |                                                        |                  |                                             | A2       | Tottenham Hotspur F.C. Alan Docking Racing Craig Dolby | 1:45.590    |             |  |  |                |                |                |  |
|  |                  |                                                        | A4               | FC Basel GU-Racing International Max Wissel | 1:45.202 |                                                        |             |             |  |  |                |                |                |  |
|  | A4               | FC Basel GU-Racing International Max Wissel            | A4               | FC Basel GU-Racing International Max Wissel | 1:45.202 | 1:47.999                                               |             |             |  |  |                |                |                |  |
|  | A4               | FC Basel GU-Racing International Max Wissel            |                  |                                             |          |                                                        |             |             |  |  |                |                |                |  |
|  | B1               | Olympique Lyonnais LRS Formula Sébastien Bourdais      | 1:48.705         |                                             |          |                                                        |             |             |  |  |                |                |                |  |

### Corrida 1

#### Grelha de Partida
| Pos. | Clube                  | Equipa de Automobilismo  | Piloto              | Tempo    |
| ---- | ---------------------- | ------------------------ | ------------------- | -------- |
| 1    | FC Basel               | GU-Racing International  | Max Wissel          | 1:43.282 |
| 2    | F.C. Porto             | Atech Reid               | Álvaro Parente      | 1:43.701 |
| 3    | Liverpool F.C.         | Atech Reid               | James Walker        | 1:45.519 |
| 4    | Tottenham Hotspur F.C. | Alan Docking Racing      | Craig Dolby         | 1:45.590 |
| 5    | CR Flamengo            | Alpha Team               | Duncan Tappy        | 1:48.449 |
| 6    | Sevilla FC             | DeVillota.com Motorsport | Marcos Martínez     | 1:50.412 |
| 7    | A.C. Milan             | Atech Reid               | Yelmer Buurman      | 1:48.094 |
| 8    | Olympique Lyonnais     | LRS Formula              | Sébastien Bourdais  | 1:48.705 |
| 9    | Olympiacos CFP         | GU-Racing International  | Chris van der Drift | 1:35.491 |
| 10   | Galatasaray S.K.       | Barazi Epsilon           | Tristan Gommendy    | 1:35.543 |
| 11   | PSV Eindhoven          | Racing for Holland       | Narain Karthikeyan  | 1:35.584 |
| 12   | Sporting CP            | Atech Reid               | Borja García        | 1:35.576 |
| 13   | Atlético de Madrid     | Alpha Team               | John Martin         | 1:35.632 |
| 14   | GD Bordeaux            | Barazi Epsilon           | Franck Montagny     | 1:35.600 |
| 15   | AS Roma                | DeVillota.com Motorsport | Julien Jousse       | 1:35:654 |
| 16   | R.S.C. Anderlecht      | Azerti Motorsport        | Davide Rigon        | 1:36.126 |
| 17   | SC Corinthians         | Azerti Motorsport        | Robert Doornbos     | 1:36:034 |

| Cor | Observação                       |
| --- | -------------------------------- |
|     | Disputa pela pole                |
|     | Eliminados na semifinal          |
|     | Eliminados nos quartos-de-finais |
|     | Eliminados na 1ª fase            |

#### Classificação
| Pos                                                                                  | Clube                  | Equipa de Automobilismo  | Piloto              | Tempo/Aband. | Voltas | Grelha de Partida | Pontos |
| ------------------------------------------------------------------------------------ | ---------------------- | ------------------------ | ------------------- | ------------ | ------ | ----------------- | ------ |
| 1                                                                                    | Tottenham Hotspur F.C. | Alan Docking Racing      | Craig Dolby         | 4º           | 25     | 40:51.242         | 50     |
| 2                                                                                    | A.C. Milan             | Atech Reid               | Yelmer Buurman      | + 11.298     | 25     | 7º                | 45     |
| 3                                                                                    | CR Flamengo            | Alpha Team               | Duncan Tappy        | + 22.338     | 25     | 5º                | 40     |
| 4                                                                                    | F.C. Porto             | Atech Reid               | Álvaro Parente      | + 22.546     | 25     | 2º                | 36     |
| 5                                                                                    | FC Basel               | GU-Racing International  | Max Wissel          | + 35.498     | 26     | 1º                | 32     |
| 6                                                                                    | Sevilla FC             | DeVillota.com Motorsport | Marcos Martínez     | + 36.527     | 25     | 6º                | 29     |
| 7                                                                                    | Sporting CP            | Atech Reid               | Borja García        | + 37.114     | 25     | 12º               | 26     |
| 8                                                                                    | A.S. Roma              | DeVillota.com Motorsport | Julien Jousse       | + 41.749     | 25     | 15º               | 23     |
| 9                                                                                    | R.S.C. Anderlecht      | Azerti Motorsport        | Davide Rigon        | + 52.806     | 25     | 16º               | 20     |
| 10                                                                                   | Atlético de Madrid     | Alpha Team               | John Martin         | + 58.370     | 25     | 13º               | 18     |
| 11                                                                                   | SC Corinthians         | Azerti Motorsport        | Robert Doornbos     | + 1:08.507   | 25     | 17º               | 16     |
| 12                                                                                   | PSV Eindhoven          | Racing for Holland       | Narain Karthikeyan  | + 1:09.734   | 25     | 11º               | 14     |
| 13                                                                                   | Olympiacos CFP         | GU-Racing International  | Chris van der Drift | + 1:17.600   | 25     | 9º                | 12     |
| 14                                                                                   | Galatasaray S.K.       | Barazi Epsilon           | Tristan Gommendy    | + 1 Volta    | 24     | 10º               | 10     |
| 15                                                                                   | Olympique Lyonnais     | LRS Formula              | Sébastien Bourdais  | + 1 Volta    | 24     | 8º                | 8      |
| 16 (NA)                                                                              | Liverpool FC           | Atech Reid               | James Walker        | NA           | 3      | 3º                | 0      |
| NC                                                                                   | GD Bordeaux            | Barazi Epsilon           | Franck Montagny     | NC           | NC     | NC                | 0      |
| Volta mais rápida: F.C. Porto, Reid Motorsport/Atech Reid, Álvaro Parente - 1:33.962 |                        |                          |                     |              |        |                   |        |

Nota: NC: Não começou a corrida; NA: Não acabou a corrida
| Cor | Observação                     |
| --- | ------------------------------ |
|     | Qualificados para a 3ª Corrida |

#### Corrida 2
| Pos                                                                               | Clube                  | Equipa de Automobilismo  | Piloto              | Tempo/Aband. | Voltas | Grelha de Partida | Pontos |
| --------------------------------------------------------------------------------- | ---------------------- | ------------------------ | ------------------- | ------------ | ------ | ----------------- | ------ |
| 1                                                                                 | Olympique Lyonnais     | LRS Formula              | Sébastien Bourdais  | 40:27.836    | 25     | 2º                | 50     |
| 2                                                                                 | Olympiacos CFP         | GU-Racing International  | Chris van der Drift | + 10.872     | 25     | 4º                | 45     |
| 3                                                                                 | Atlético de Madrid     | Alpha Team               | John Martin         | + 14.402     | 25     | 7º                | 40     |
| 4                                                                                 | Tottenham Hotspur F.C. | Alan Docking Racing      | Craig Dolby         | + 15.103     | 25     | 16º               | 36     |
| 5                                                                                 | F.C. Porto             | Atech Reid               | Álvaro Parente      | + 16.604     | 25     | 13º               | 32     |
| 6                                                                                 | FC Basel               | GU-Racing International  | Max Wissel          | + 17.241     | 25     | 12º               | 29     |
| 7                                                                                 | SC Corinthians         | Azerti Motorsport        | Robert Doornbos     | + 21.113     | 25     | 6º                | 26     |
| 8                                                                                 | GD Bordeaux            | Barazi Epsilon           | Franck Montagny     | + 22.081     | 25     | 17º               | 23     |
| 9                                                                                 | Sevilla FC             | DeVillota.com Motorsport | Marcos Martínez     | + 32.380     | 25     | 11º               | 20     |
| 10                                                                                | R.S.C. Anderlecht      | Azerti Motorsport        | Davide Rigon        | + 33.065     | 25     | 8º                | 18     |
| 11                                                                                | Sporting CP            | Atech Reid               | Borja García        | + 33.611     | 25     | 10º               | 16     |
| 12                                                                                | CR Flamengo            | Alpha Team               | Duncan Tappy        | + 36.582     | 25     | 14º               | 14     |
| 13                                                                                | A.S. Roma              | DeVillota.com Motorsport | Julien Jousse       | + 38.211     | 25     | 9º                | 12     |
| 14                                                                                | Galatasaray S.K.       | Barazi Epsilon           | Tristan Gommendy    | + 1:14.894   | 25     | 3º                | 10     |
| 15 (NA)                                                                           | PSV Eindhoven          | Racing for Holland       | Narain Karthikeyan  | NA           | 23     | 5º                | 8      |
| 16 (NA)                                                                           | A.C. Milan             | Atech Reid               | Yelmer Buurman      | NA           | 23     | 15º               | 0      |
| 17 (NA)                                                                           | Liverpool FC           | Atech Reid               | James Walker        | NA           | 13     | 1º                | 0      |
| Volta mais rápida: Olympique Lyonnais, LRS Formula, Sébastien Bourdais - 1:32.818 |                        |                          |                     |              |        |                   |        |

Nota: NC: Não começou a corrida; NA: Não acabou a corrida
| Cor | Observação                     |
| --- | ------------------------------ |
|     | Qualificados para a 3ª Corrida |

#### Corrida 3
| Pos                                                                       | Clube                  | Equipa de Automobilismo | Piloto              | Tempo/Aband. | Voltas | Grelha de Partida | Pontos |
| ------------------------------------------------------------------------- | ---------------------- | ----------------------- | ------------------- | ------------ | ------ | ----------------- | ------ |
| 1                                                                         | Tottenham Hotspur F.C. | Alan Docking Racing     | Craig Dolby         | 7:55.043     | 5      | 5º                | 6      |
| 2                                                                         | FC Basel               | GU-Racing International | Max Wissel          | + 1.774      | 5      | 6º                | 5      |
| 3                                                                         | Olympiacos CFP         | GU-Racing International | Chris van der Drift | + 2.675      | 5      | 4º                | 4      |
| 4                                                                         | Olympique Lyonnais     | LRS Formula             | Sébastien Bourdais  | + 3.311      | 5      | 1º                | 3      |
| 5                                                                         | F.C. Porto             | Atech Reid              | Álvaro Parente      | + 4.032      | 5      | 2º                | 2      |
| 6                                                                         | Atlético de Madrid     | Alpha Team              | John Martin         | + 5.857      | 5      | 3º                | 1      |
| Volta mais rápida: F.C. Porto, Reid Motorsport, Álvaro Parente - 1:33.962 |                        |                         |                     |              |        |                   |        |

Nota: NC: Não começou a corrida; NA: Não acabou a corrida

### Tabela do campeonato após a corrida
Nota: Só as cinco primeiras posições estão incluídas na tabela.
| Pos | Clube                  | Equipa de Automobilismo | Piloto              | Pontos |
| --- | ---------------------- | ----------------------- | ------------------- | ------ |
| 1   | Tottenham Hotspur F.C. | Alan Docking Racing     | Craig Dolby         | 92     |
| 2   | F.C. Porto             | Atech Reid              | Álvaro Parente      | 70     |
| 3   | FC Basel               | GU-Racing International | Max Wissel          | 66     |
| 4   | Olympique Lyonnais     | LRS Formula             | Sébastien Bourdais  | 61     |
| 5   | Olympiacos CFP         | GU-Racing International | Chris van der Drift | 61     |